# Félix-Alexandre Desruelles
Félix-Alexandre Desruelles (* 7. Juni 1865 in Valenciennes; † 2. März 1943 in La Flèche) war ein französischer Bildhauer. 

## Kriegs- bzw. Friedens-Denkmale
- 1923: Das Monument aux morts du Quesnoy (Nord-Pas-de-Calais) erinnert an die Mitwirkung der Neuseeländischen Armee bei der Befreiung von Le Quesnoy im November 1918 nach vier Jahren Besatzung. Im Arrangement von Desruelles schaut ein Siegesengel zu, wie die Neuseeländer mit einer Leiter die befestigten Mauern erklettern und damit die Befreiung von Le Quesnoy einleiten.

- 1924: Das Monument aux morts de Commentry (Allier) zeigt einen Bauern der nachdenklich auf seiner Sense lehnt. Bei seiner Arbeit im Weizenfeld ist er an einem Soldatengrab vorbeigekommen. Die Inschrift am Denkmal in der Rue Christophe Thivrier lautet: « La ville de Commentry à ses enfants victimes de la guerre ».

- 1925: Das Monument aux morts d’Hazebrouck (Nord-Pas-de-Calais) bei der Pfarrkirche St-Éloi in Hazebrouck ist eine von Desruelles steinerner Statue La France victorieuse et pacifique (Das siegreiche und pazifistische Frankreich) gekrönte Stele.[2] Die allegorische Darstellung Frankreichs in Form einer Frauengestalt feiert den Sieg bietet dabei aber den Frieden an. Sie hält in der einen Hand einen Olivenzweig während die andere auf einem beeindruckend breiten Schwert ruht. Das Monument aux morts in Hazebrouck wurde am 11. November 1925 von Bischof Lemire und Marschall Foch enthüllt.[3]

- 1927: Das Monument aux morts d’Auchel (Nord-Pas-de-Calais) wurde am 13. Mai 1928 enthüllt. Auchel ist eine ehemalige Bergbaustadt südwestlich von Béthune. Das Denkmal befindet sich in der Rue Jean Jaurès. Desruelles schrieb über sein Werk, es sei bestimmt um « Flétrir la guerre, chanter la paix » (deutsch: „den Krieg zu brandmarken, den Frieden hoch zu loben“). Das Denkmal verbindet zwei Gruppen. Die erste zeigt « L’humanité en deuil » (deutsch: „die Humanität in Trauer“). Die Humanität verschließt die Augen angesichts der Schrecken des Krieges; tote Soldaten, Städte und Dörfer in Schutt und Asche usw. während die zweite Gruppe im Hintergrund ein idyllisch-verschlafenes Leben in der Bergbaulandschaft von Auchel nach Ende des Krieges zeigt. Die Familie eines Bergarbeiters erholt sich im Garten. Der Vater pflückt Früchte von einem Baum, ein Jugendlicher macht ein Nickerchen und die Mutter kümmert sich um das Baby.[4]

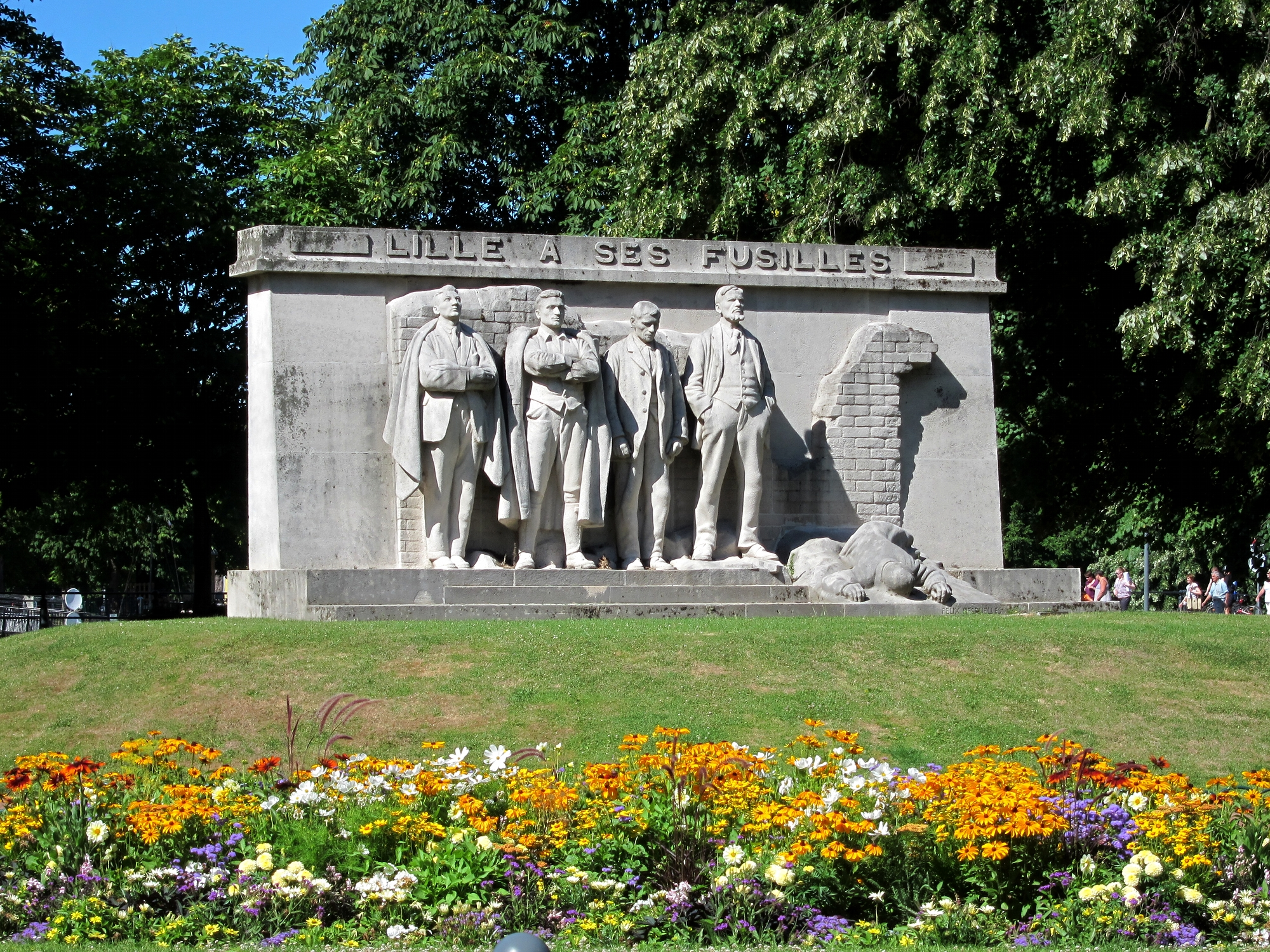
Das Monument aux fusillés lillois

- 1929: Das « Monument aux fusillés lillois » (deutsch: „Denkmal für die hingerichteten Bürger von Lille“) in Lille (Nord-Pas-de-Calais) zeigt auf der linken Seite der Anordnung den Geschäftsmann George Maertens mit verschränkten Armen gegen Himmel blickend, neben ihm ebenfalls mit verschränkten Armen den Handelsvertreter Ernest Deceuninck aus Armentières. In weiterer Folge sind der belgische Arbeiter Sylvère Verhulst mit gesenktem Kopf und herabhängenden Armen sowie der Weinhändler und Sekretär der „Ligue des Droits de l’Homme“, Eugène Jacquet dargestellt. Ganz zur Rechten hat Desruelles den jungen Studenten Léon Trulin verewigt. Léon liegt mit dem Gesicht am Boden und vermittelt den Eindruck bereits tot zu sein. Diese fünf Personen waren Mitglieder des „Comité Jacquet“, einer Widerstandsbewegung, und wurden von den Deutschen als Spione erschossen. Trulin wurde am 8. November 1915 hingerichtet, die anderen vier am 22. September 1915. Das Denkmal steht am „Square Daubenton“. Offensichtlich ist im März 1915 ein britisches Flugzeug in Lille aufgrund eines Maschinenschadens in einem Vorort von Lille notgelandet. Jacquet und seine Kameraden haben geholfen, den Piloten wieder in sein Heimatland zu bringen. Ironischer und tragischer Weise (aus späterer Sicht) flog der Pilot, Robert Mapplebeck, einige Zeit später über Lille und warf Flugblätter ab, in denen er sowohl seinen Rettern dankte, als auch den deutschen Statthalter von Heinrich verspottete. Dies war der Anlass für die Verhaftung von 200 Mitgliedern der Organisation von Jacquet. Viele dieser Verhafteten wurden deportiert oder länger eingesperrt und Maertens, Deceuninck, Verhulst and Jacquet hingerichtet. Bei der Okkupation von Lille im Jahr 1940 wurde das Denkmal von den Deutschen gesprengt und nach dem Krieg mithilfe von Germaine Desruelles, der Witwe des Bildhauers, wieder rekonstruiert.[5]

- 1929: Das Monument aux Fusiliers Marins in Dunkerque (Nord-Pas-de-Calais) ist ein Gemeinschaftswerk von Desruelles und dem Architekten Jean Morel. Das monumentale Relief (20 × 22 m) am Square Guynemer ist überragt von einer Stele deren Abschluss eine allegorische Figur Frankreichs mit auf dem Griff eines Schwertes ruhenden Händen bildet. Das in Stein und rosa Granit ausgeführte Denkmal ist den im Ersten Weltkrieg getöteten Marineinfanteristen (Fusiliers marins), besonders jenen der Brigade von Admiral Alexis Ronarc’h und ihrer Rolle im Widerstand gegen den deutschen Vorstoß an der Yser im Jahre 1914 gewidmet.[6][7] Desruelles Schüler Albert Patrisse (1892–1964) beschäftigte sich in seinem Todesjahr mit der Restaurierung dieses 1940 stark beschädigten Denkmals.[8]

- 1930: Das Monument aux morts d’Arras, eines der bekanntesten Werke von Desruelles, steht am Place Foch gegenüber dem Bahnhof Arras’. Die Einweihungsfeier fand am 22. November 1931 unter der Leitung von Marschall Philippe Pétain statt. Desruelles war Gewinner eines Wettbewerbes der 1928 für die Errichtung dieses Denkmals ausgeschrieben wurde. Das Denkmal enthält eine zentrale Säule im Stil der alten mesopotamischen Tempel. An der der Bahnstation zugewandten Seite der Säule ist ein den Frieden verkörpernder Engel, am oberen und unteren Ende der Säule befindet sich jeweils ein Soldat. Zwischen den Figuren ist die Inschrift « Arras a ses enfants morts pour la défense du droit » (deutsch: „Arras seinen Kindern, die für die Verteidigung des Rechts gestorben sind“) angebracht. Unter dem Friedensengel stehen die Worte « La paix, les ailes largement déployées, debout sur le promontoire ». Unter dem Soldaten ist eine weitere Inschrift lautend: « Le soldat français / hier soldat de Dieu / aujourd’hui soldat de l’humanité / sera toujours le soldat du droit » (deutsch: „Der französische Soldat / gestern Soldat Gottes / heute Soldat der Humanität / für immer ein Soldat des Rechts“). Rechts und links an der Säule sind Reliefs angebracht die jeweils an einer Seite den Frieden bzw. den Krieg zum Thema haben. Das Friedensthema wird in Darstellungen von „Arbeit“ behandelt und zeigt das Leben auf den Feldern und in den Fabriken. Die Darstellung des Krieges erfolgt nicht als große Schlacht, sondern zeigt das tägliche Leben der Soldaten an der Front.

- 1930: Das Monument aux morts de Suippes (Marne) zeigt eine junge Bäuerin mit einem Bündel Weizen im Arm vor dem Grab eines französischen Soldaten dessen Helm am Kreuz hängt. Das Grab liegt inmitten eines Weizenfeldes das geerntet wurde, und die Erntearbeiten hatten das Grab sichtbar gemacht.

- 1938: Die Statue Britannia in Boulogne-sur-Mer (Nord-Pas-de-Calais). Die Inschrift an diesem Denkmal lautet

« Ce monument est érigé en commémoration de l’arrivée en 1914 des troupes britanniques, par un comité d’anciens combattants boulonnais et grâce à une souscription nationale. Il a été remis à la ville de Boulogne-sur-Mer et inauguré par MM. les maréchaux Lord Cavan et Pétain, le 19 juillet 1938 en présence de LL. MM. Le roi Georges VI et la reine Elisabeth »

Dieses Werk von Desruelles wurde von den Deutschen im Juli 1940 zerstört.

## Andere Werke

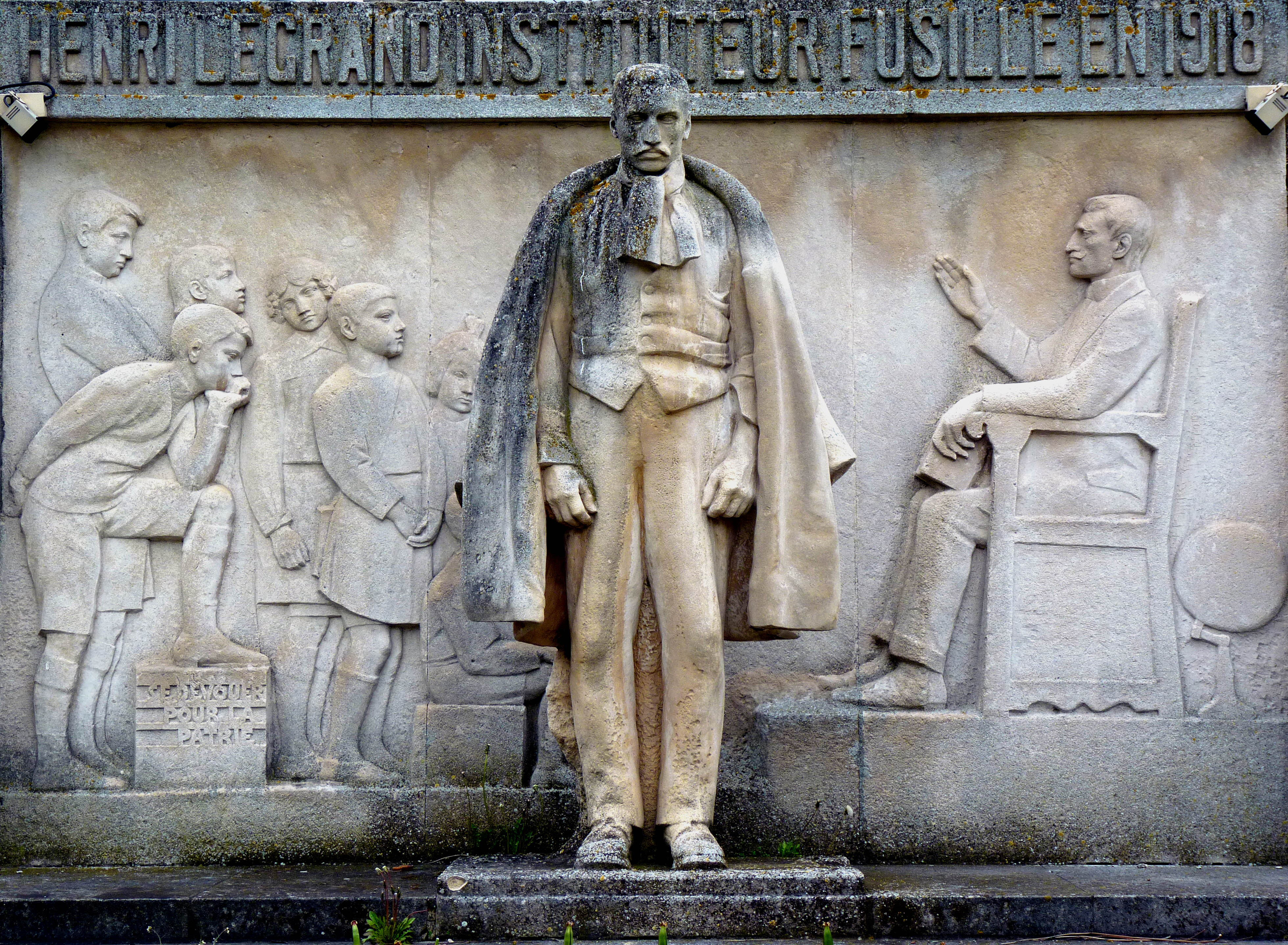
Denkmal für Henri Legrand, 1928, Valenciennes

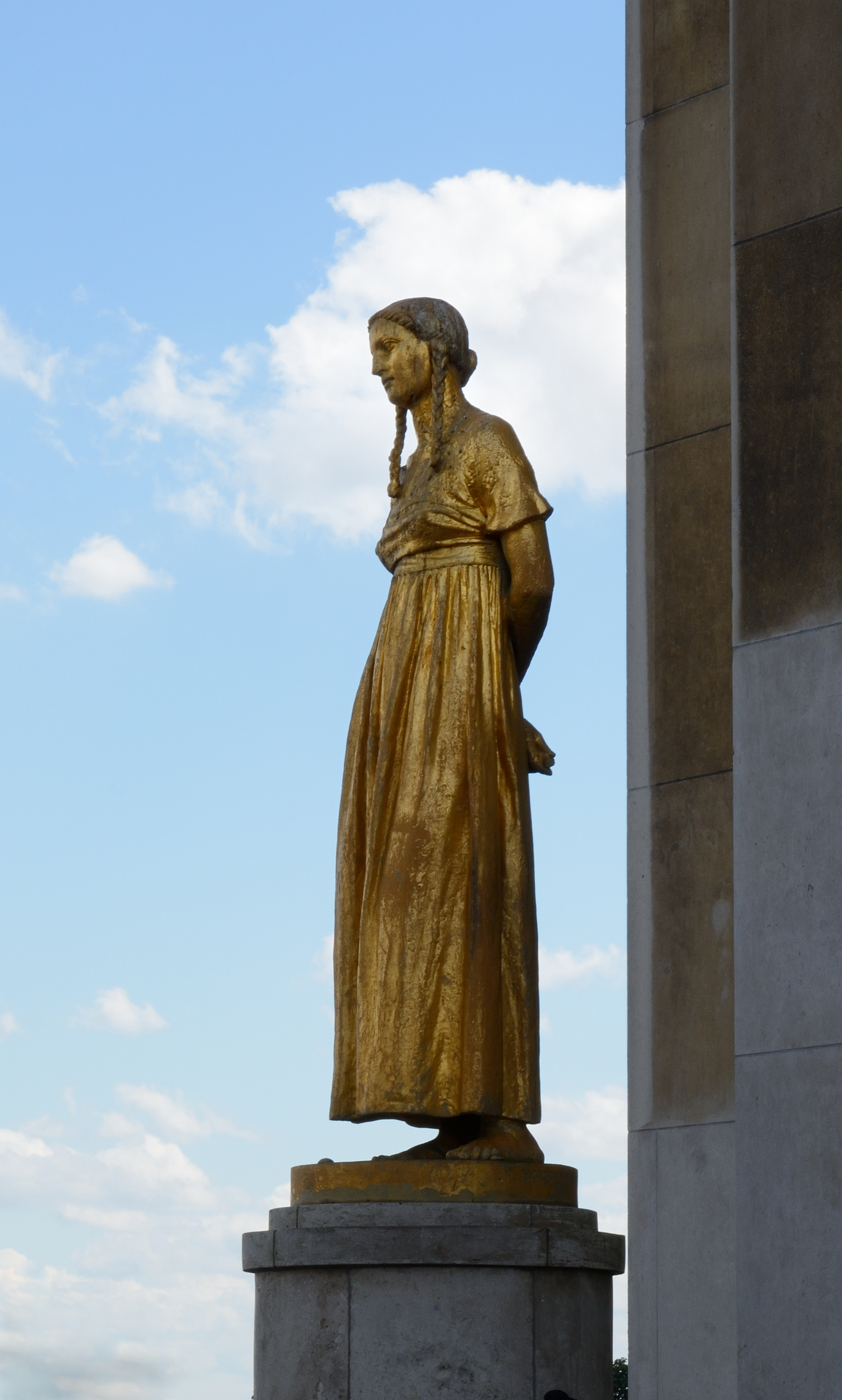
Skulptur Les Fruits, 1937, Paris, Parvis des droits de l’homme

- 1888: Le Doryphore, Hochrelief, Gips, im Rahmen seines Studiums von Desruelles für den Wettbewerb Concours d’esquisse modelée d’après l’antique eingereichte Arbeit, École nationale supérieure des beaux-arts, Paris.[10]

- 1891: La Rêverie, Skulptur, im Rahmen seines Studiums von Desruelles für den Wettbewerb Concours de la Tête d’Expression eingereichte Arbeit, École nationale supérieure des beaux-arts, Paris.[11]

- 1894: Porträtbüste des Malers Eugène Delacroix (1798–1863), Marmor, links signiert und datiert: Fx. Desruelles 1894, Versailles[12][13]

- 1899: L’enfant prodigue, Steinstatue, 142 × 193 × 137 cm, signiert rechts auf dem Felsen: F. Desruelles, Musée des beaux-arts d’Angoulême[14]

- 1918: Statue des Maréchal Moncey, Standbild, eine im Jahr 1910 von Minister Dujardin-Beaumetz vergebene Auftragsarbeit für die Nordfassade des Pavillon de Marsan, Palais du Louvre, rue de Rivoli, Paris.[15][16]

- 1922: Denkmal für Henri Ghesquière: Diese Arbeit besteht aus einer Büste von Ghesquière auf einem Sockel und einer unterhalb angeordneten Darstellung zweier Figuren (Mutter und Tochter). Dieses Denkmal wurde im Jahr 1922 in Lille enthüllt. 2011 wurde es Ziel eines Vandalenaktes danach allerdings wieder vollständig restauriert.[17]

- 1923: Grabmal des Henri Durre auf dem Saint-Roch Friedhof in Valenciennes. Durre war ein sozialistischer Abgeordneter der von den Deutschen am 23. Oktober 1918 ermordet wurde.[18]

- 1928: Denkmal für Henri Legrand in Valenciennes (Nord-Pas-de-Calais). Dieses Denkmal erinnert an das Leben des Lehrers Henri Legrand, der von den Deutschen während des Ersten Weltkrieges hingerichtet wurde. Es steht in der Avenue Villars und wurde am 22. Juli 1928 enthüllt. Legrand wurde des Hochverrats und der Spionage angeklagt und ihm wurde die Weitergabe militärischer Geheimnisse mit Brieftauben zur Last gelegt. Er wurde in der Schule in der Rue des Capucins verhaftet, wo er unterrichtete. Nach einem mehrmonatigen Gefängnisaufenthalt wurde er hingerichtet. Das Denkmal zeigt Legrand vor einer Gruppe von Schülern die ihrem Lehrer zuhören. An dem Relief ist die Inschrift « Se dévouer pour la patrie » (deutsch: „Sie haben sich für das Vaterland hingegeben“) angebracht.[19]

- 1929: Jeune Fille (Junges Mädchen), Original ausgestellt in der Exposition d’art français (1929), Palais des Beaux-arts, Brüssel; Bronze 1929 gegossen von A. Rudier Fondeur Paris, 109 × 40 × 30,5, im Besitz der Musées royaux des Beaux-Arts de Belgique[20]

- 1930: Denkmal für Matías Cousiño, Gipsentwurf 1930 im Salon des Artistes Français ausgestellt;[21] in Bronze gegossen und an der Basis des Standbildes signiert Felix DESRUELLES, Giessermarke F. Barbedienne Fondeur, Parkanlage Parque Isidora Cousiño, Lota Alto, Chile.[22]

- ???: Grabmal des Monseigneur Julien, Bischof von Arras († 1930), Standbild mit vorgelagertem Grabkreuz und Helmen, Basilika Notre-Dame de Lorette, Ablain-Saint-Nazaire.[23]

- 1932: Denkmal zu Ehren des Christophe Thivrier (1841–1895), Porträtbüste, Bronze, vorne recht signiert: F. Desruelles, auf einem Sockel jüngeren Datums, Avenue Marx-Dormoy (Avenue de la Gare?), Commentry. Die Initiative zur Errichtung des Denkmals ergriff Isidore Thivier (1874–1944), Bürgermeister von Commentry von 1936 bis 1940 und Abgeordneter, anlässlich des 50-jährigen Gründungsjubiläums der weltweit ersten sozialistischen Gemeinde im Juni 1882 durch seinen Vater Christophe Thivrier.[24][25]

- Grabmal des Emmanuel Dossche und der Adelaïde Ythier. Die von Desruelles an dieser Grabstätte geformte Statue zeigt eine junge Frau beim Behüten einer Kerzenflamme.

- 1937: Les Fruits, Statue an der Außenseite des Palais de Chaillot am Parvis des droits de l’homme (Platz der Menschenrechte), Paris, vergoldete Bronze.[26]

- La paix armée Péronne (Somme) ist eine Bronzestatue die vom Museum Historial de la Grande Guerre in Péronne angekauft wurde und dort ausgestellt ist.[27]

### VomMusée de Tesséin Le Mans 1931 angekaufte Werke
- „Cérès“[28]

- „L’Enfant a l’Oie“, eine kleine Statuette[29]

- „Maternité“ ebenfalls eine Statuette[30]

## Ehrungen und Auszeichnungen
- 1891: Deuxième Second Grand Prix de Rome für Apollon chantant au milieu des bergers[31]
- 1893: Premier Second Grand Prix de Rome für L’Age d’Or (Das goldene Zeitalter)[32]
- 1897: Prix national des Salons
- 1900: Goldmedaille bei der Weltausstellung Paris 1900
- 1939: Mitglied der Académie des Beaux-Arts als Nachfolger von Georges Gardet auf dem Fauteuil V der Sektion II – Bildhauerkunst[33]
- 1958: Die Stadt Paris beschließt die Umbenennung des 1901 angelegten Square Saint-Germain-des-Prés und gibt dieser kleinen auf der Höhe der Nummer 168 bis des Boulevard Saint-Germain an die Südfassade der Kirche Saint-Germain-des-Prés grenzenden Grünfläche den Namen Square Félix-Desruelles.[34] Dort war 1921 der von Desruelles geschaffene und noch heute vorhandene Brunnen „La Fontaine pastorale“ aufgestellt worden.[35]

## Verschiedenes
- Das Foto des aus dem Jahr 1887 stammenden Werks „Pastorale“, ein Hautrelief als Gipsabdruck, ist eine von mehreren Fotografien in einem Album zu Werken, die durch den französischen Staat vom „Service des Beaux-Arts. Salon de 1897“ angekauft wurden.[36]